# James Fleming Fagan

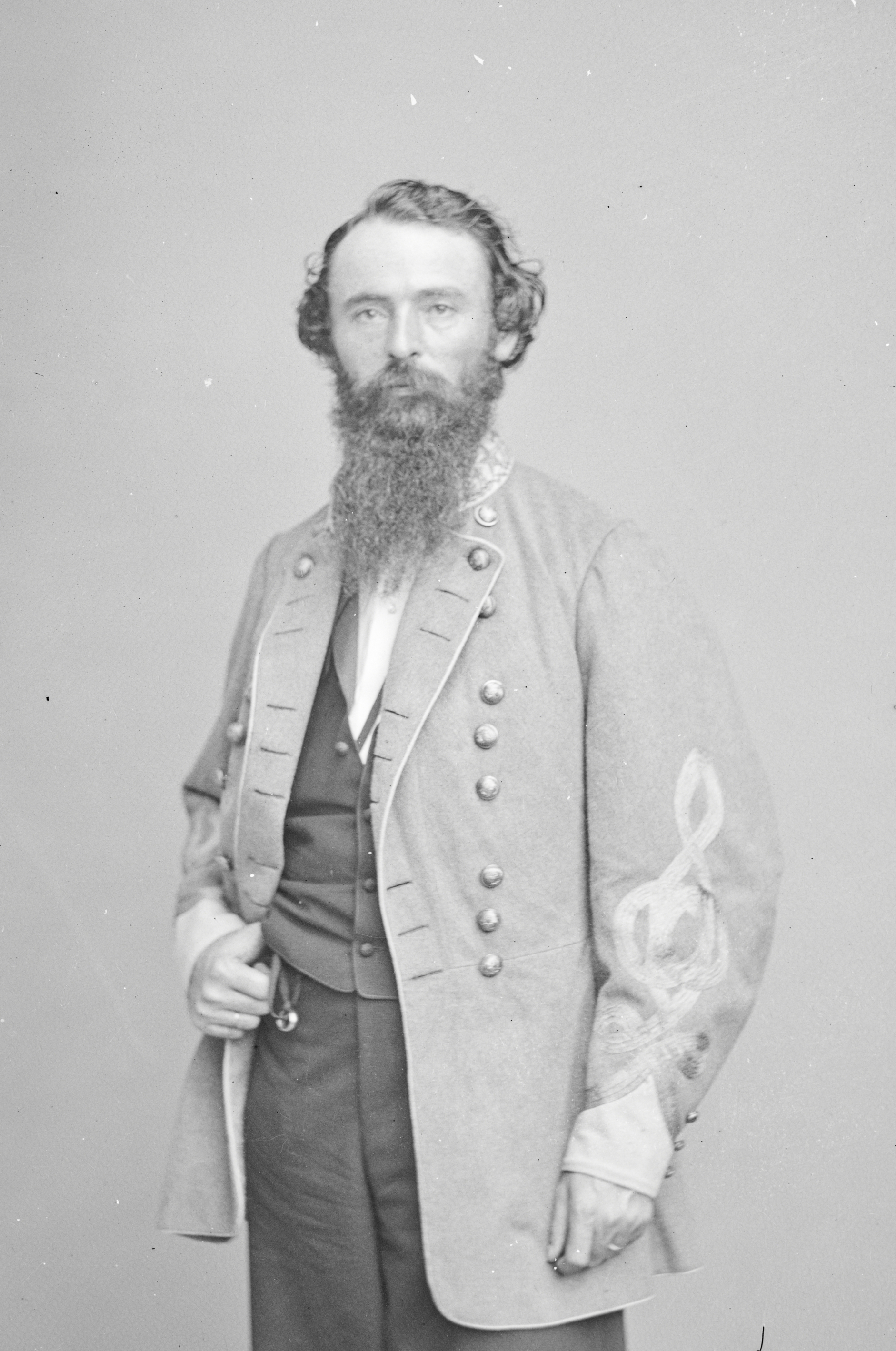
James Fleming Fagan

James Fleming Fagan (* 1. März 1828 in Louisville, Kentucky; † 1. September 1893 in Little Rock, Arkansas) war ein US-amerikanischer Politiker und Generalmajor der Konföderierten Staaten von Amerika im Sezessionskrieg.

## Leben
Im Alter von zehn Jahren zog Fagan mit seinen Eltern nach Little Rock, Arkansas, wo sein Vater für die Regierung arbeitete. Als dieser wenige Jahre danach verstarb, heiratete seine Mutter Samuel Adams, der 1844 Gouverneur von Arkansas wurde. Von 1846 bis 1848 nahm Fagan als Freiwilliger unter General Archibald Yell am Mexikanisch-Amerikanischen Krieg teil, nach dessen Ende er als Leutnant aus dem Heer ausschied und wieder in seine Heimat zurückkehrte. Nach Adams’ Tod 1850 leitete Fagan die Farm der Familie am Saline River im südlichen Arkansas, betätigte sich in der Politik, wurde Mitglied der Whigs und vertrat das Saline County eine Legislaturperiode im Parlament von Arkansas.

### Sezessionskrieg
Bei Ausbruch des Sezessionskrieges meldete sich Fagan zum konföderierten Heer und wurde Kompaniechef. Diese Kompanie wurde später in das 1. Arkansas Infanterieregiment integriert und er selbst zum Kommandeur dieses 900 Mann starken Regiments ernannt. Das Regiment wurde bei Lynchburg, Virginia stationiert. Nach dem Unterstellungswechsel zum westlichen Kriegsschauplatz General Albert S. Johnstons gehörte es bei der Schlacht von Shiloh am 6. und 7. April 1862 zur ersten Angriffswelle. Kurze Zeit später war Fagan an Kampfhandlungen bei Farmington, Mississippi beteiligt und am 3. und 4. Oktober des gleichen Jahres an der Zweiten Schlacht um Corinth. Danach wurde er zum Kriegsschauplatz Trans-Mississippi versetzt, wo er mit dem 1. Arkansas Kavallerieregiment am 28. November 1862 an der Schlacht von Cane Hill und am 7. Dezember an der Schlacht bei Prairie Grove, beide im Washington County, Arkansas, teilnahm.
Am 12. September 1862 wurde Fagan zum Brigadegeneral befördert und bekam das Kommando über eine Brigade, die aus mehreren Regimentern aus Arkansas gebildet wurde. In der Folgezeit spielte er eine wichtige Rolle bei der Schlacht um Helena am 4. Juli 1863 im Phillips County, Arkansas und bei der Verteidigung von Little Rock. 1864 nahm Fagan an dem vom 10. März bis 22. Mai dauernden Red River-Feldzug teil und wurde am 24. Mai 1864 zum Generalmajor befördert. Am 27. September 1864 nahm er nach einer kurzen Schlacht Fort Davidson ein und erhielt anschließend das Kommando über das Arkansas-Distrikt im Wehrbereich Trans-Mississippi, das er bis Kriegsende und bis zu seiner Gefangennahme innehatte.

### Spätere Karriere
Am 20. Juni 1865 wurde Fagan auf Ehrenwort aus der Haft entlassen und kehrte auf seine Farm in Arkansas zurück. Präsident Ulysses S. Grant ernannte ihn 1875 zum United States Marshal für den westlichen Distrikt von Arkansas. Dies geschah, da er zusammen mit Isaac Charles Parker, der im selben Jahr zum Bundesrichter für diesen Distrikt ernannt wurde, der vorherrschenden Kriminalität Herr werden sollte. Von Grant erhielt Fagan des Weiteren die Erlaubnis bis zu 200 Deputy United Marshals zu ernennen, um mit diesen polizeiliche Aufgaben im Indianer-Territorium zu übernehmen. Fagan bekleidete das Amt des United States Marshals noch bis 1877. Ab 1877 arbeitete er in einem US-Büro für Landvergabe im Rahmen des Homestead Act, der 1862 von Präsident Abraham Lincoln erlassen wurde und bis 1976, in Alaska bis 1986, in Kraft war. 1890 kandidierte er erfolglos für das Amt des Arkansas Railroad Commissioner. Fagan starb am 1. September 1893 in Little Rock und wurde auf dem Mount Holly Cemetery beigesetzt.
Das General James Fleming Fagan Camp #280 der Organisation Military Order of the Stars and Bars wurde nach ihm benannt.